# Mordecai Cubitt Cooke

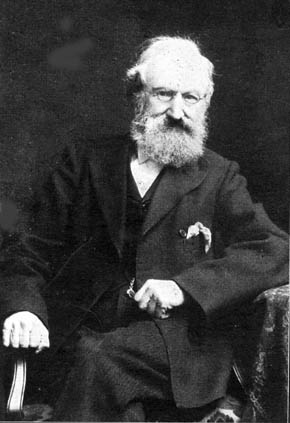
Mordecai Cooke

Mordecai Cubitt Cooke (* 12. Juli 1825 in Horning, North Norfolk; † 12. November 1914 in Southsea) war ein britischer Botaniker und Mykologe. Sein offizielles botanisches Autorenkürzel lautet „Cooke“.

## Leben
Cooke kam aus einer Familie von Kaufleuten, wurde privat von einem Onkel erzogen und ging in die Kaufmannslehre, bevor er Angestellter in einer Anwaltskanzlei wurde. Sein Hauptinteresse galt der Botanik. 1862 gründete er die Society of Amateur Botanists. Er war 1865 bis 1895 Herausgeber (mit Edward Step (1855–1931)) der monatlich erscheinenden populärwissenschaftlichen Zeitschrift Hardwicke´s Science Gossip und 1872 bis 1892 der monatlichen Zeitschrift Grevillea für Kryptogamen-Freunde, in der er auch viele der Artikel schrieb. Ein Jahr nachdem er die Herausgeberschaft abgegeben hatte, stellte sie ihr Erscheinen ein. 1865 gründete er den Quekett Microscopical Club. Er lehrte Naturgeschichte an der Holy Trinity National School in Lambeth und war ab 1860 Kurator des India Museum im India Office. Als deren botanische Sammlung 1879 der des Botanischen Gartens in Kew angeschlossen wurde, ging Cooke gleich mit und wurde dort Kurator für Kryptogamen. 1892 ging er dort in den Ruhestand (sein Nachfolger war George Edward Massee). Er war Autor zahlreicher Bücher über Pflanzen und Pilze und andere biologische Themen.
Er hatte ein Herbarium von 46.000 Arten und 25.000 Tafeln von Pilzen, das später an den Royal Botanic Gardens (Kew) ging.
1896 war er mit George Edward Massee, Carleton Rea, Charles Bagge Plowright und einigen anderen bekannten Mykologen Gründer der British Mycological Society.
Es wird vermutet, dass Cookes Beschreibung der wahrgenommenen Verzerrungen der Größe von Objekten während des Rausches durch den Pilz Amanita muscaria in seinen Büchern The Seven Sisters of Sleep und A Plain and Easy Account of British Fungi die Passage in Lewis Carrolls populärem Kindermärchenbuch Alice's Adventures in Wonderland aus dem Jahr 1865 inspirierte, wo Alice wächst oder schrumpft, wenn sie Teile des Pilzes isst.  (Die Auswirkungen wurden später als Alice-im-Wunderland-Syndrom bezeichnet.)
Er erhielt 1870 einen Master of Arts ehrenhalber der St. Lawrence University und 1873 von der Yale University und einen Ehrendoktor der New York University. Er erhielt 1902 die Victoria Medal of Honour der Royal Horticultural Society und 1903 die Linné-Medaille.

## Schriften
- The Seven Sisters of Sleep. Popular history of the seven prevailing narcotics of the world, James Blackwood, London, 1860
- A Manual of Structural Botany: for the use of classes, schools, & private students ... With upwards of 200 illustrations by Ruffle, Robert Hardwicke, London, 1861, Neuauflage 1877
- A Manual of Botanic Terms ... With illustrations, Robert Hardwicke, London, 1862, new edition in 1873
- The fungi of Brazil, including those collected by J. W. H. Trail in 1874, in: The Journal of the Linnean Society, Botany 1877.
- A Plain and Easy Account of British Fungi: with descriptions of the esculent and poisonous species ... With twenty-four coloured plates, Robert Hardwicke, London, 1862, 6. Auflage 1898 doi:10.5962/bhl.title.115890 doi:10.5962/bhl.title.4077 doi:10.5962/bhl.title.113883 doi:10.5962/bhl.title.17210
- Index Fungorum Britannicorum. A complete list of fungi found in the British Islands to the present date, etc., Robert Hardwicke, London, 1863 doi:10.5962/bhl.title.119271
- Our Reptiles. A plain and easy account of the lizards, snakes, newts, toads, frogs, and tortoises indigenous to Great Britain. With original figures of every species, and numerous woodcuts, Robert Hardwicke, London, 1865, Neuausgabe 1893 W.H. Allen & Co., London doi:10.5962/bhl.title.10615 doi:10.5962/bhl.title.33106
- Rust, smut, mildew, & mould. An introduction to the study of microscopic fungi, Robert Hardwicke, London, 1865, Neuauflage 1886 doi:10.5962/bhl.title.118048 doi:10.5962/bhl.title.4079 doi:10.5962/bhl.title.55798 doi:10.5962/bhl.title.4059 doi:10.5962/bhl.title.4067
- A Fern Book for Everybody. Containing all the British ferns. With the foreign species suitable for a fernery (Robert Hardwicke, London, 1867)
- One Thousand Objects for the Microscope, etc., Robert Hardwicke, London, 1869, Neuauflage 1895 doi:10.5962/bhl.title.24139
- mit Miles Joseph Berkeley: Handbook of British Fungi, with full descriptions of all the species and illustrations of the genera, 2 Bände, Macmillan & Co., London & New York, 1871, Neuauflage 1883,  Biodiversity Library doi:10.5962/bhl.title.46003 doi:10.5962/bhl.title.5382
- Report on the Gums, Resins, Oleo-Resins, and Resinous Products in the India Museum, or produced in India. Prepared under the direction of the Reporter on the Products of India, London, 1874
- Fungi: their nature, influence, and uses, London, 1875,  4. Auflage 1895, Neuausgabe 1920, Project Gutenberg doi:10.5962/bhl.title.55880 doi:10.5962/bhl.title.32368 doi:10.5962/bhl.title.56439
- Report on the Oil Seeds and Oils in the India Museum, or produced in India. Prepared under the direction of the Reporter on the Products of India, London, 1876
- The Woodlands, Society for Promoting Christian Knowledge, London, 1879 doi:10.5962/bhl.title.23204
- Mycographia, seu Icones fungorum. Figures of fungi from all parts of the world, drawn and illustrated by M. C. Cooke, Williamsz & Norgate, London, 1875 and 1879
- Ponds and Ditches, Society for Promoting Christian Knowledge, London, 1880 doi:10.5962/bhl.title.114909
- Freaks and Marvels of Plant Life; or, Curiosities of vegetation, Society for Promoting Christian Knowledge, London, 1881 doi:10.5962/bhl.title.56831 doi:10.5962/bhl.title.12564
- Illustrations of British Fungi... To serve as an atlas to the Handbook of British Fungi, 8 Bände, Williams & Norgate, London, 1881 bis 1891 (1200 Farbtafeln von Cooke, Massee u. a.) doi:10.5962/bhl.title.31343
- British Fresh-Water Algæ. Exclusive of Desmidieæ and Diatomaceæ, etc., 2 Bände, Williams & Norgate, London, 1882–1884 doi:10.5962/bhl.title.56028 doi:10.5962/bhl.title.1627
- British Desmids. A supplement to British Fresh-Water Algæ, etc., Williams & Norgate, London, 1887
- Toilers in the Sea. A study of marine life, Society for Promoting Christian Knowledge, London, 1889 doi:10.5962/bhl.title.29659
- Introduction to Fresh-Water Algæ with an enumeration of all the British species ... With thirteen plates, etc., London, 1890
- British Edible Fungi: how to distinguish and how to cook them, etc., Kegan Paul, Trench, Trübner & Co., London, 1891 doi:10.5962/bhl.title.112378 doi:10.5962/bhl.title.3892 doi:10.5962/bhl.title.56845
- Vegetable Wasps and Plant Worms. A popular history of entomogeneous fungi or fungi parasitic upon insects... With... illustrations, Society for Promoting Christian Knowledge, London, 1892 doi:10.5962/bhl.title.34922
- Romance of Low Life amongst Plants. Facts and phenomena of cryptogamic vegetation, Society for Promoting Christian Knowledge, London, 1893 doi:10.5962/bhl.title.5404
- Handbook of British Hepaticae, etc., W. H. Allen & Co., London, 1894 doi:10.5962/bhl.title.25488 doi:10.5962/bhl.title.33866
- Edible and Poisonous Mushrooms, Society for Promoting Christian Knowledge, London, 1894, 2. Auflage 1902, Archive doi:10.5962/bhl.title.3618 doi:10.5962/bhl.title.55091 doi:10.5962/bhl.title.120976
- Down the Lane and back, in search of wild flowers. By Uncle Matt, T. Nelson & Sons, London, 1895
- Through the Copse. Another ramble after flowers with Uncle Matt, T. Nelson & Sons, London, 1895
- Around a Cornfield, in a ramble after wild flowers. By Uncle Matt, T. Nelson & Sons, London, 1895
- Across the Common, after wild flowers. By Uncle Matt, T. Nelson & Sons, London, 1895
- A Stroll on a Marsh, in search of wild flowers. By Uncle Matt, T. Nelson & Sons, London, 1895
- Introduction to the Study of Fungi: their organography, classification, and distribution. For the use of collectors, Adam & Charles Black, London, 1895 doi:10.5962/bhl.title.54830 doi:10.5962/bhl.title.22349 doi:10.5962/bhl.title.46065
- Object-Lesson Handbooks to accompany the Royal Portfolio of Pictures and Diagrams, T. Nelson & Sons, London, 1897–1898
- Introduction to fresh water algae, K. Paul, 1902 doi:10.5962/bhl.title.115529
- Fungoid Pests of Cultivated Plants, Spottiswoode & Co., London, 1906 doi:10.5962/bhl.title.4211 doi:10.5962/bhl.title.32369 doi:10.5962/bhl.title.118061

Außerdem veröffentlichte er über 300 wissenschaftliche Aufsätze. Er war Übersetzer und Herausgeber von The Myxomycetes of Great Britain von Joszef Tomasz Rostafinski (1877) doi:10.5962/bhl.title.1648.